# Lliga de Campions de l'AFC 2019
La Lliga de Campions de l'AFC 2019 va ser la 38a edició del principal torneig de clubs de futbol de l'Àsia organitzat per la Confederació Asiàtica de Futbol (AFC), i el 17é en l'actual format com Lliga de Campions de l'AFC.
El guanyador de la competició, l'Al-Hilal, es va classificar per a la Copa Mundial de Clubs de la FIFA 2019 a Qatar després de vèncer a la final a Urawa Red Diamonds.
Kashima Antlers era el vigent campió, però va ser eliminat pel Guangzhou Evergrande als quarts de final pel valor doble dels gols marcats fora de casa.

## Assignació d'equips d'associació
Es van classificar les 46 associacions membres de l'AFC (excloent el membre associat de les Illes Mariannes del Nord), en funció del rendiment de la seva selecció i clubs dels darrers quatre anys a les competicions de l'AFC, amb l'assignació de places per a les edicions 2019 i 2020 del club a les competicions AFC determinades pel rànquing AFC 2017 (Manual d'entrada article 2.3):
- Les associacions es divideixen en dues regions:
  - La Regió Oest està formada per les associacions de la Federació de Futbol de l'Àsia Occidental (WAFF), l'Associació de Futbol de l'Àsia Central (CAFA) i la Federació de Futbol de l'Àsia del Sud (SAFF).
  - La Regió Est està formada per les associacions de la Federació de Futbol del Sud-est Asiàtic (AFF) i la Federació de Futbol de l'Àsia Oriental (EAFF).
- A cada regió, hi havia quatre grups a la fase de grups, incloent un total de 12 places directes, amb les 4 franges restants completades per play-offs.
- Les 12 millors associacions de cada regió segons el rànquing AFC eren elegibles per entrar a la Lliga de Campions de l'AFC, sempre que compleixin els criteris de la Lliga de Campions de l'AFC.
- Les sis primeres associacions de cada regió van obtenir com a mínim una plaça directa a la fase de grups, mentre que la resta d'associacions només reben places de play-off (així com places per a la fase de grups de la Copa AFC):
  - Les associacions classificades 1r i 2n van aconseguir cadascuna tres places directes i una de play-off.
  - Les associacions classificades 3r i 4t van aconseguir cadascuna dues places directes i dues play-off.
  - Les associacions classificades en el cinquè lloc van aconseguir una plaça directa i dues de play-off.
  - Les associacions classificades en el sisè lloc van obtenir una plaça directa i una altra de play-off.
  - Les associacions classificades del setè al dotzè lloc van obtenir una plaça de play-off.
- El nombre màxim de places per a cada associació era d'un terç del nombre total d'equips elegibles a la primera divisió.
- Si alguna associació renunciava als seus espais directes, es redistribuïen a l'associació més alta, amb cada associació limitada a un màxim de tres places directes.
- Si alguna associació renunciava a les seves places de play-off, eren anul·lades i no es redistribuïen a cap altra associació.

### Rànquing de l'associació
Per a la Lliga de Campions de l'AFC 2019, les associacions van rebre espais segons el rànquing d'associació publicat el 15 de desembre de 2017, que tenia en compte el seu rendiment a la Lliga de Campions de l'AFC i a la Copa AFC, així com el de la seva selecció nacional als Rànquings mundials de la FIFA, entre 2014 i 2017.
| Participació a la Lliga de Campions AFC 2019 | Participació a la Lliga de Campions AFC 2019 |
| -------------------------------------------- | -------------------------------------------- |
|                                              | Participant                                  |
|                                              | No hi participa                              |

| Lloc  | Lloc  | Federació           | Punts  | Ronda         | Ronda    | Ronda           | Ronda           |
| Lloc  | Lloc  | Federació           | Punts  | Fase de Grups | Play-off | Play-off        | Play-off        |
| Regió | AFC   | Federació           | Punts  | Fase de Grups | Play-off | Prelim. ronda 2 | Prelim. ronda 1 |
| ----- | ----- | ------------------- | ------ | ------------- | -------- | --------------- | --------------- |
| 1     | 1     | Emirats Àrabs Units | 95.940 | 3             | 1        | 0               | 0               |
| 2     | 4     | Aràbia Saudita      | 84.269 | 3             | 1        | 0               | 0               |
| 3     | 6     | Qatar               | 82.407 | 2             | 2        | 0               | 0               |
| 4     | 7     | Iran                | 71.851 | 2             | 0        | 2               | 0               |
| 5     | 9     | Uzbekistan          | 43.305 | 1             | 0        | 2               | 0               |
| 6     | 11    | Iraq                | 42.141 | 1             | 0        | 1               | 0               |
| 7     | 12    | Tadjikistan         | 30.725 | 0             | 0        | 1               | 0               |
| 8     | 15    | Índia               | 29.291 | 0             | 0        | 1               | 0               |
| 9     | 16    | Síria               | 28.983 | 0             | 0        | 0               | 0               |
| 10    | 18    | Jordània            | 25.649 | 0             | 0        | 0               | 1               |
| 11    | 19    | Kuwait              | 24.798 | 0             | 0        | 0               | 1               |
| 12    | 20    | Bahrain             | 24.337 | 0             | 0        | 0               | 0               |
| Total | Total | Total               | Total  | 12            | 4        | 7               | 2               |
| Total | Total | Total               | Total  | 12            | 13       |                 |                 |
| Total | Total | Total               | Total  | 25            |          |                 |                 |

| Lloc  | Lloc  | Federació     | Punts  | Ronda         | Ronda    | Ronda           | Ronda           |
| Lloc  | Lloc  | Federació     | Punts  | Fase de Grups | Play-off | Play-off        | Play-off        |
| Regió | AFC   | Federació     | Punts  | Fase de Grups | Play-off | Prelim. ronda 2 | Prelim. ronda 1 |
| ----- | ----- | ------------- | ------ | ------------- | -------- | --------------- | --------------- |
| 1     | 2     | Corea del Sud | 87.480 | 3             | 1        | 0               | 0               |
| 2     | 3     | Xina          | 86.671 | 3             | 1        | 0               | 0               |
| 3     | 5     | Japó          | 83.464 | 2             | 2        | 0               | 0               |
| 4     | 8     | Austràlia     | 64.752 | 2             | 0        | 1               | 0               |
| 5     | 10    | Tailàndia     | 42.568 | 1             | 0        | 2               | 0               |
| 6     | 13    | Malàisia      | 29.566 | 1             | 0        | 1               | 0               |
| 7     | 14    | Hong Kong     | 29.300 | 0             | 0        | 1               | 0               |
| 8     | 17    | Vietnam       | 27.426 | 0             | 0        | 1               | 0               |
| 9     | 21    | Filipines     | 21.405 | 0             | 0        | 0               | 1               |
| 10    | 23    | Singapur      | 17.084 | 0             | 0        | 0               | 1               |
| 11    | 24    | Indonèsia     | 16.871 | 0             | 0        | 0               | 1               |
| 12    | 25    | Myanmar       | 14.753 | 0             | 0        | 0               | 1               |
| Total | Total | Total         | Total  | 12            | 4        | 6               | 4               |
| Total | Total | Total         | Total  | 12            | 14       |                 |                 |
| Total | Total | Total         | Total  | 26            |          |                 |                 |

Notes
1. ^ Austràlia (AUS): La primera divisió dirigida per la Federació de Futbol d'Austràlia, la Lliga A, només tenia nou equips amb seu a Austràlia la temporada 2017-18, de manera que Austràlia només va poder obtenir un màxim de tres posicions en total (Manual d'entrada 5.4).
2. ^ Bahrain (BHR): Bahrain no tenia cap equip que tingués llicència per a la Lliga de Campions de l'AFC.
3. ^ Síria (SYR): Síria no va implementar el sistema de llicències de clubs de la Lliga de Campions de l'AFC.

## Equips
Els següents 51 equips de 22 associacions van participar en la competició.
A la taula següent, el nombre d'aparicions i la darrera aparició només es compten des de la temporada 2002-03 (incloses les rondes de classificació), quan la competició es va canviar com a Lliga de Campions de l'AFC. TH significa titulars del títol.
| Equip              | Forma de classificar-se                                                                  | Aparició (Darrera) |
| ------------------ | ---------------------------------------------------------------------------------------- | ------------------ |
| Al-Ain             | Campió dels Emirats Àrabs Units 2017-2018 i Copa dels Emirats Àrabs Units de futbol 2018 | 14a (2018)         |
| Al-Wahda           | 2n dels Emirats Àrabs Units                                                              | 10a (2018)         |
| Al-Wasl            | 3r dels Emirats Àrabs Units                                                              | 3a (2018)          |
| Al-Hilal           | Campió de l'Aràbia Saudita 2017-2018                                                     | 15a (2018)         |
| Al-Ittihad         | Campió de la Copa de Campions saudita 2018                                               | 11a (2016)         |
| Al-Ahli            | 2n de l'Aràbia Saudita 2017-2018                                                         | 11a (2018)         |
| Al-Duhail SC       | Campió de la Lliga qatarina 2017–18                                                      | 8a (2018)          |
| Al-Sadd            | 2n de la Lliga qatarina 2017–18                                                          | 14a (2018)         |
| Persepolis         | Campió de la Lliga iraniana 2017–18                                                      | 8a (2018)          |
| Esteghlal          | Campió de la Copa iraniana 2017–18 3r de la Lliga iraniana                               | 10a (2018)         |
| Lokomotiv Tashkent | Campió de la Lliga uzbeka 2018                                                           | 7a (2018)          |
| Al-Zawraa          | Campió de la Lliga iraquiana 2017–18                                                     | 4a (2007)          |

| Equip      | Forma de classificar-se        | Aparició (Darrera) |
| ---------- | ------------------------------ | ------------------ |
| Al-Nasr    | 4t Emirats Àrabs Units 2017–18 | 4a (2016)          |
| Al-Nassr   | 3r Aràbia Saudita 2017-2018    | 4a (2016)          |
| Al-Rayyan  | 3r Lliga qatarina 2017–18      | 9a (2018)          |
| Al-Gharafa | 4t Lliga qatarina 2017–18      | 10a (2018)         |

| Equip              | Forma de classificar-se                  | Aparició (Darrera) |
| ------------------ | ---------------------------------------- | ------------------ |
| Zob Ahan           | 2n Iran Pro League 2017-18               | 8a (2018)          |
| Saipa              | 4t Iran Pro League 2017-18               | 2a (2008)          |
| AGMK               | Campió Copa de Uzbekistán 2018           | 1a                 |
| Pakhtakor Tashkent | 2n Super Liga de Uzbekistán 2018         | 15a (2018)         |
| Al-Quwa Al-Jawiya  | 2n Liga Premier de Irak 2017-18          | 4a (2008)          |
| Istiklol Dushanbe  | Campió Liga de fútbol de Tayikistán 2018 | 1a                 |
| Minerva Punjab     | Campió I-League 2017-18                  | 1a                 |

| Equip     | Forma de classificar-se                 | Aparició (Darrera) |
| --------- | --------------------------------------- | ------------------ |
| Al-Wehdat | Campió Liga Premier de Jordania 2017-18 | 5a (2017)          |
| Al-Kuwait | Campió Liga Premier de Kuwait 2017-18   | 6a (2014)          |

| Equip                  | Forma de classificar-se                                         | Aparició (Darrera) |
| ---------------------- | --------------------------------------------------------------- | ------------------ |
| Jeonbuk Hyundai Motors | Campió Lliga sud-coreana 2018                                   | 12a (2018)         |
| Daegu FC               | Campió Copa sub-coreana 2018                                    | 1a                 |
| Gyeongnam FC           | 2n Lliga sud-coreana 2018                                       | 1a                 |
| Shanghai SIPG          | Campió Superlliga xinesa 2018                                   | 4a (2018)          |
| Beijing Guoan          | Campió Copa xinesa 2018                                         | 8a (2015)          |
| Guangzhou Evergrande   | 2n Superlliga xinesa 2018                                       | 8a (2018)          |
| Kawasaki Frontale      | Campió Lliga japonesa 2018                                      | 7a (2018)          |
| Urawa Red Diamonds     | Campió Copa de l'Emperador 2018                                 | 7a (2017)          |
| Sydney FC              | Guanyador temporada regular Lliga australiana de futbol 2017-18 | 5a (2018)          |
| Melbourne Victory      | Campió Lliga australiana de futbol 2017-18                      | 7a (2018)          |
| Buriram United         | Campió Lliga tailandesa 2018                                    | 8a (2018)          |
| Johor Darul Ta'zim     | Campió Superlliga de Malàisia 2018                              | 5a (2018)          |

| Equip               | Forma de classificar-se   | Aparició (Darrera) |
| ------------------- | ------------------------- | ------------------ |
| Ulsan Hyundai       | 3r Lliga sud-coreana 2018 | 7a (2018)          |
| Shandong Luneng     | 3r Superlliga xinesa 2018 | 9a (2016)          |
| Sanfrecce Hiroshima | 2n Lliga japonesa 2018    | 5a (2016)          |
| Kashima Antlers     | 3r Lliga japonesa 2018    | 9a (2018)          |

| Equip            | Forma de classificar-se                | Aparició (Darrera) |
| ---------------- | -------------------------------------- | ------------------ |
| Newcastle Jets   | 2n Lliga australiana de futbol 2017-18 | 2a (2009)          |
| Chiangrai United | Campió Copa FA tailandesa 2018         | 2a (2018)          |
| Bangkok United   | 2n Lliga tailandesa 2018               | 3a (2017)          |
| Perak            | 2n Superlliga de Malàisia 2018         | 1a                 |
| Kitchee          | Campió Lliga de Hong Kong 2017-18      | 5a (2018)          |
| Hà Nội           | Campió V.League 1 2018                 | 5a (2017)          |

| Equip           | Forma de classificar-se                       | Aparició (Darrera) |
| --------------- | --------------------------------------------- | ------------------ |
| Ceres-Negros    | Campió de la Philippines Football League 2018 | 2a (2018)          |
| Home United     | 2n Lliga Premier de Singapur 2018             | 2a (2002–03)       |
| Persija Jakarta | Campió Lliga indonèsia 2018                   | 1a                 |
| Yangon United   | Campió Lliga Nacional de Myanmar 2018         | 2a (2016)          |

Notes
1. ^ Malàisia (MAS): Pahang, campió de la Copa FA Malàisia 2018, va ser suspès de tots els torneigs AFC per no tenir permís per sol·licitar llicències AFC durant dos anys. Com a resultat, Perak, subcampió de la Copa, va entrar als play-off de classificació.
2. ^ Singapur (SIN): Albirex Niigata Singapur, campió de la Lliga Premier de Singapur 2018, és un equip satèl·lit del club japonès Albirex Niigata i, per tant, no és elegible per representar Singapur en competicions de clubs AFC. Com a resultat, Home United, subcampió de la lliga, va entrar als play-off de classificació.

## Calendari
El calendari de la competició és el següent.
| fase              | ronda                 | Data de Sorteig    | Partit d'Anada        | Partit de Tornada         |
| ----------------- | --------------------- | ------------------ | --------------------- | ------------------------- |
| Fase preliminar   | 1. ª Ronda Preliminar | sense sorteig      | 5 febrer 2019         | 5 febrer 2019             |
| Fase preliminar   | 2. ª Ronda Preliminar | sense sorteig      | 12 febrer 2019        | 12 febrer 2019            |
| Fase de Playoff   | Ronda de Playoff      | sense sorteig      | 19 febrer 2019        | 19 febrer 2019            |
| Fase de grups     | data 1                | 22 novembre 2018   | 4-6 de març de 2019   | 4-6 de març de 2019       |
| Fase de grups     | data 2                | 22 novembre 2018   | 11-13 de març de 2019 | 11-13 de març de 2019     |
| Fase de grups     | data 3                | 22 novembre 2018   | 8-10 d'abril de 2019  | 8-10 d'abril de 2019      |
| Fase de grups     | data 4                | 22 novembre 2018   | 22-24 d'abril de 2019 | 22-24 d'abril de 2019     |
| Fase de grups     | data 5                | 22 novembre 2018   | 6-8 de maig de 2019   | 6-8 de maig de 2019       |
| Fase de grups     | data 6                | 22 novembre 2018   | 20-22 de maig de 2019 | 20-22 de maig de 2019     |
| Fase eliminatòria | Vuitens de final      | 22 novembre 2018   | 17-19 de juny de 2019 | 24-26 de juny de 2019     |
| Fase eliminatòria | Quarts de final       | juny / juliol 2019 | 26-28 d'agost de 2019 | 16-18 de setembre de 2019 |
| Fase eliminatòria | semifinals            | juny / juliol 2019 | 1-2 d'octubre de 2019 | 22-23 d'octubre de 2019   |
| Fase eliminatòria | final                 | juny / juliol 2019 | 9 novembre 2019       | 24 novembre 2019          |

## Fase classificatòria

### Primera ronda preliminar
- Un total de sis clubs ingressen a la primera ronda preliminar.
- Partits el 5 de febrer de 2019.
| Equip 1   | Marcador | Equip 2   |
| --------- | -------- | --------- |
| Al-Wehdat | 2 – 3    | Al-Kuwait |

| Equip 1      | Marcador | Equip 2         |
| ------------ | -------- | --------------- |
| Ceres-Negros | 1 – 2    | Yangon United   |
| Home United  | 1 – 3    | Persija Jakarta |

### Segona ronda preliminar
- Un total de 16 equips juguen en la segona ronda preliminar: 13 equips que van ingressar en aquesta ronda, i els tres guanyadors de la primera ronda preliminar.

- Partits el 12 de febrer de 2019.
| Equip 1            | Marcador     | Equip 2           |
| ------------------ | ------------ | ----------------- |
| Pakhtakor Tashkent | 2 – 1        | Al-Quwa Al-Jawiya |
| AGMK               | 4 – 2        | Istiklol Dushanbe |
| Saipa FC           | 4 – 0        | Minerva Punjab    |
| Zob Ahan           | 1 – 0 (t.s.) | Al-Kuwait         |

| Equip 1          | Marcador      | Equip 2         |
| ---------------- | ------------- | --------------- |
| Perak            | 1 (6) – 1 (5) | Kitchee         |
| Bangkok United   | 0 – 1         | Hà Nội          |
| Chiangrai United | 3 – 1         | Yangon United   |
| Newcastle Jets   | 3 – 1 (t.s.)  | Persija Jakarta |

### Ronda de playoff
- Un total de 16 equips juguen a la ronda de playoff: vuit equips que van entrar en aquesta ronda-vuit guanyadors de la ronda preliminar 2.
- Partits el 19 de febrer de 2019.
| Equip 1    | Marcador | Equip 2            |
| ---------- | -------- | ------------------ |
| Al-Nasr    | 1 – 2    | Pakhtakor Tashkent |
| Al-Nassr   | 4 – 0    | AGMK               |
| Al-Rayyan  | 3 – 1    | Saipa              |
| Al-Gharafa | 2 – 3    | Zob Ahan           |

| Equip 1             | Marcador      | Equip 2          |
| ------------------- | ------------- | ---------------- |
| Ulsan Hyundai       | 5 – 1         | Perak            |
| Shandong Luneng     | 4 – 1         | Hà Nội           |
| Sanfrecce Hiroshima | 0 (4) – 0 (3) | Chiangrai United |
| Kashima Antlers     | 4 – 1         | Newcastle Jets   |

## Fase de grups
El sorteig de la fase de grups es va dur a terme el dia 22 de novembre de 2018 a la seu de l'AFC a Kuala Lumpur, Malàisia. Els 32 equips van ser sortejats en vuit grups de quatre equips cadascun (del Grup A al D la Zona Oest i del Grup E a l'H la Zona Est). Els equips d'una mateixa federació no poden estar en un mateix grup.
En la fase de grups, cada zona es disputa a sistema de tots contra tots a anada i tornada. Els dos primers de cada grup passen a vuitens de final.
| desempats |
| --- |
| Els equips es classifiquen segons els punts (3 punts per victòria, 1 punt per empat, 0 punts per derrota). Si està empatat en punts, els desempats s'apliquen en el següent ordre (Article 10.5 de l'Reglament): 1. Punts en enfrontaments directes entre els equips empatats; 2. Diferència de gol en enfrontaments directes entre els equips empatats; 3. Gols marcats en enfrontaments directes entre els equips empatats; 4. Gols de visitant marcats en enfrontaments directes entre els equips empatats; 5. Si hi ha més de dos equips empatats, i després d'aplicar tots els criteris d'enfrontament directe anteriors, un subconjunt d'equips segueix empatat, tots els criteris d'enfrontament anterior es tornen a aplicar exclusivament a aquest subconjunt d'equips; 6. Diferència de gol en tots els partits del grup; 7. Gols marcats en tots els partits del grup; 8. Tirs des del punt penal si només dos equips estan empatats i s'enfronten a l'última data del grup; 9. Punts disciplinaris (targeta groga = 1 punt, targeta vermella com a resultat de dues targetes grogues = 3 punts, targeta vermella directa = 3 punts, targeta groga seguida de targeta vermella directa = 4 punts); 10. Equip de l'associació de major rànquing. |

### Grup A
| Equip     | Pts | PJ | PG | PE | PP | GF | GC | DG  |
| --------- | --- | -- | -- | -- | -- | -- | -- | --- |
| Zob Ahan  | 12  | 6  | 3  | 3  | 0  | 10 | 5  | +5  |
| Al-Nassr  | 10  | 6  | 3  | 1  | 2  | 11 | 7  | +4  |
| Al-Wasl   | 8   | 6  | 2  | 2  | 2  | 14 | 9  | +5  |
| Al-Zawraa | 3   | 6  | 1  | 0  | 5  | 4  | 18 | -14 |

| \| data \| Estadi (Ciutat) \| local \| resultat \| visitant \| \| ------------------ \| ------------------------------------- \| --------- \| -------- \| --------- \| \| 4 de març de 2019 \| Estadi Zabeel (Dubai) \| Al-Wasl \| 1-0 \| Al-Nassr \| \| 4 de març de 2019 \| Estadi Foolad Shahr (Esfahan) \| Zob Ahan \| 0-0 \| Al-Zawraa \| \| 11 de març de 2019 \| Karbala Sports City (Karbala) \| Al-Zawraa \| 5-0 \| Al-Wasl \| \| 11 de març de 2019 \| Estadi Al-Maktoum (Dubai, EAU) [n 1] \| Al-Nassr \| 2-3 \| Zob Ahan \| \| 8 d'abril de 2019 \| Estadi Zabeel (Dubai) \| Al-Wasl \| 1-3 \| Zob Ahan \| \| 8 d'abril de 2019 \| Estadi Rei Fahd (Riad) \| Al-Nassr \| 4-1 \| Al-Zawraa \| \| 23 d'abril de 2019 \| Karbala Sports City (Karbala) \| Al-Zawraa \| 1-2 \| Al-Nassr \| \| 23 d'abril de 2019 \| Estadi Foolad Shahr (Esfahan) \| Zob Ahan \| 2-0 \| Al-Wasl \| \| 7 de maig de 2019 \| Karbala Sports City (Karbala) \| Al-Zawraa \| 2-2 \| Zob Ahan \| \| 7 de maig de 2019 \| Estadi Rei Fahd (Riad) \| Al-Nassr \| 3-1 \| Al-Wasl \| \| 21 de maig de 2019 \| Estadi Zabeel (Dubai) \| Al-Wasl \| 1-5 \| Al-Zawraa \| \| 29 de maig de 2019 \| Estadi Grand Hamad (Doha, Qatar)[n 1] \| Zob Ahan \| 0-0 \| Al-Nassr \| |                                  |           |          |           |
| data | Estadi (Ciutat)                  | local     | resultat | visitant  |
| 4 de març de 2019 | Estadi Zabeel (Dubai)            | Al-Wasl   | 1-0      | Al-Nassr  |
| 4 de març de 2019 | Estadi Foolad Shahr (Esfahan)    | Zob Ahan  | 0-0      | Al-Zawraa |
| 11 de març de 2019 | Karbala Sports City (Karbala)    | Al-Zawraa | 5-0      | Al-Wasl   |
| 11 de març de 2019 | Estadi Al-Maktoum (Dubai, EAU)   | Al-Nassr  | 2-3      | Zob Ahan  |
| 8 d'abril de 2019 | Estadi Zabeel (Dubai)            | Al-Wasl   | 1-3      | Zob Ahan  |
| 8 d'abril de 2019 | Estadi Rei Fahd (Riad)           | Al-Nassr  | 4-1      | Al-Zawraa |
| 23 d'abril de 2019 | Karbala Sports City (Karbala)    | Al-Zawraa | 1-2      | Al-Nassr  |
| 23 d'abril de 2019 | Estadi Foolad Shahr (Esfahan)    | Zob Ahan  | 2-0      | Al-Wasl   |
| 7 de maig de 2019 | Karbala Sports City (Karbala)    | Al-Zawraa | 2-2      | Zob Ahan  |
| 7 de maig de 2019 | Estadi Rei Fahd (Riad)           | Al-Nassr  | 3-1      | Al-Wasl   |
| 21 de maig de 2019 | Estadi Zabeel (Dubai)            | Al-Wasl   | 1-5      | Al-Zawraa |
| 29 de maig de 2019 | Estadi Grand Hamad (Doha, Qatar) | Zob Ahan  | 0-0      | Al-Nassr  |

### grup B
| Equip              | Pts | PJ | PG | PE | PP | GF | GC | DG |
| ------------------ | --- | -- | -- | -- | -- | -- | -- | -- |
| Al-Wahda           | 13  | 6  | 4  | 1  | 1  | 14 | 9  | +5 |
| Al-Ittihad Jeddah  | 11  | 6  | 3  | 2  | 1  | 13 | 9  | +5 |
| Lokomotiv Tashkent | 7   | 6  | 2  | 1  | 3  | 10 | 11 | -1 |
| Al-Rayyan          | 3   | 6  | 1  | 0  | 5  | 9  | 17 | -8 |

| \| data \| Estadi (Ciutat) \| local \| resultat \| visitant \| \| ------------------ \| ---------------------------------- \| ------------------ \| -------- \| ------------------ \| \| 4 de març de 2019 \| Estadi Lokomotiv (Taixkent) \| Lokomotiv Tashkent \| 2-0 \| Al-Wahda \| \| 4 de març de 2019 \| King Abdullah Sports City (Jiddah) \| Al-Ittihad Jeddah \| 5-1 \| Al-Rayyan \| \| 11 de març de 2019 \| Estadi Jassim bin Hamad (Doha) \| Al-Rayyan \| 2-1 \| Lokomotiv Tashkent \| \| 11 de març de 2019 \| Estadi Al-Nahyan (Abu Dhabi) \| Al-Wahda \| 4-1 \| Al-Ittihad Jeddah \| \| 9 d'abril de 2019 \| Estadi Jassim bin Hamad (Doha) \| Al-Rayyan \| 1-2 \| Al-Wahda \| \| 9 d'abril de 2019 \| King Abdullah Sports City (Jiddah) \| Al-Ittihad Jeddah \| 3-2 \| Lokomotiv Tashkent \| \| 22 d'abril de 2019 \| Estadi Lokomotiv (Taixkent) \| Lokomotiv Tashkent \| 1-1 \| Al-Ittihad Jeddah \| \| 22 d'abril de 2019 \| Estadi Al-Nahyan (Abu Dhabi) \| Al-Wahda \| 4-3 \| Al-Rayyan \| \| 7 de maig de 2019 \| Estadi Al-Nahyan (Abu Dhabi) \| Al-Wahda \| 3-1 \| Lokomotiv Tashkent \| \| 7 de maig de 2019 \| Estadi Jassim bin Hamad (Doha) \| Al-Rayyan \| 0-2 \| Al-Ittihad Jeddah \| \| 21 de maig de 2019 \| King Abdullah Sports City (Jeddah) \| Al-Ittihad Jeddah \| 1-1 \| Al-Wahda \| \| 21 de maig de 2019 \| Estadi Lokomotiv (Taixkent) \| Lokomotiv Tashkent \| 3-2 \| Al-Rayyan \| |                                    |                    |          |                    |
| data | Estadi (Ciutat)                    | local              | resultat | visitant           |
| 4 de març de 2019 | Estadi Lokomotiv (Taixkent)        | Lokomotiv Tashkent | 2-0      | Al-Wahda           |
| 4 de març de 2019 | King Abdullah Sports City (Jiddah) | Al-Ittihad Jeddah  | 5-1      | Al-Rayyan          |
| 11 de març de 2019 | Estadi Jassim bin Hamad (Doha)     | Al-Rayyan          | 2-1      | Lokomotiv Tashkent |
| 11 de març de 2019 | Estadi Al-Nahyan (Abu Dhabi)       | Al-Wahda           | 4-1      | Al-Ittihad Jeddah  |
| 9 d'abril de 2019 | Estadi Jassim bin Hamad (Doha)     | Al-Rayyan          | 1-2      | Al-Wahda           |
| 9 d'abril de 2019 | King Abdullah Sports City (Jiddah) | Al-Ittihad Jeddah  | 3-2      | Lokomotiv Tashkent |
| 22 d'abril de 2019 | Estadi Lokomotiv (Taixkent)        | Lokomotiv Tashkent | 1-1      | Al-Ittihad Jeddah  |
| 22 d'abril de 2019 | Estadi Al-Nahyan (Abu Dhabi)       | Al-Wahda           | 4-3      | Al-Rayyan          |
| 7 de maig de 2019 | Estadi Al-Nahyan (Abu Dhabi)       | Al-Wahda           | 3-1      | Lokomotiv Tashkent |
| 7 de maig de 2019 | Estadi Jassim bin Hamad (Doha)     | Al-Rayyan          | 0-2      | Al-Ittihad Jeddah  |
| 21 de maig de 2019 | King Abdullah Sports City (Jeddah) | Al-Ittihad Jeddah  | 1-1      | Al-Wahda           |
| 21 de maig de 2019 | Estadi Lokomotiv (Taixkent)        | Lokomotiv Tashkent | 3-2      | Al-Rayyan          |

### Grup C
| Equip            | Pts | PJ | PG | PE | PP | GF | GC | DG |
| ---------------- | --- | -- | -- | -- | -- | -- | -- | -- |
| Al-Hilal Saudita | 13  | 6  | 4  | 1  | 1  | 10 | 5  | +5 |
| Al-Duhail        | 9   | 6  | 2  | 3  | 1  | 11 | 8  | +3 |
| Esteghlal        | 8   | 6  | 2  | 2  | 2  | 6  | 8  | -2 |
| Al-Ain           | 2   | 6  | 0  | 2  | 4  | 4  | 10 | -6 |

| \| data \| Estadi (Ciutat) \| local \| resultat \| visitant \| \| ------------------ \| ---------------------------------------------------------------- \| ---------------- \| -------- \| ---------------- \| \| 5 de març de 2019 \| Estadi Abdullah bin Khalifa (Doha) \| Al-Duhail \| 3-0 \| Esteghlal \| \| 5 de març de 2019 \| Estadi Hazza bin Zayed (Al-Ain) \| Al-Ain \| 0-1 \| Al-Hilal Saudita \| \| 12 de març de 2019 \| Estadi Azadi (Teheran) \| Esteghlal \| 1-1 \| Al-Ain \| \| 12 de març de 2019 \| Estadi King Saud University (Riad) \| Al-Hilal Saudita \| 3-1 \| Al-Duhail \| \| 8 d'abril de 2019 \| Estadi Abdullah bin Khalifa (Doha) \| Al-Duhail \| 2-2 \| Al-Ain \| \| 8 d'abril de 2019 \| Estadi Hamad bin Khalifa (Doha, Qatar)[n 1] \| Esteghlal \| 2-1 \| Al-Hilal Saudita \| \| 23 d'abril de 2019 \| Estadi Mohammed bin Zayed (Abu Dhabi, United Arab Emirates)[n 1] \| Al-Hilal Saudita \| 1-0 \| Esteghlal \| \| 23 d'abril de 2019 \| Estadi Hazza bin Zayed (Al-Ain) \| Al-Ain \| 0-2 \| Al-Duhail \| \| 6 de maig de 2019 \| Estadi Azadi (Teheran) \| Esteghlal \| 1-1 \| Al-Duhail \| \| 6 de maig de 2019 \| Estadi King Saud University (Riad) \| Al-Hilal Saudita \| 2-0 \| Al-Ain \| \| 20 de maig de 2019 \| Estadi Abdullah bin Khalifa (Doha) \| Al-Duhail \| 2-2 \| Al-Hilal Saudita \| \| 20 de maig de 2019 \| Estadi Hazza bin Zayed (Al-Ain) \| Al-Ain \| 1-2 \| Esteghlal \| |                                                             |                  |          |                  |
| data | Estadi (Ciutat)                                             | local            | resultat | visitant         |
| 5 de març de 2019 | Estadi Abdullah bin Khalifa (Doha)                          | Al-Duhail        | 3-0      | Esteghlal        |
| 5 de març de 2019 | Estadi Hazza bin Zayed (Al-Ain)                             | Al-Ain           | 0-1      | Al-Hilal Saudita |
| 12 de març de 2019 | Estadi Azadi (Teheran)                                      | Esteghlal        | 1-1      | Al-Ain           |
| 12 de març de 2019 | Estadi King Saud University (Riad)                          | Al-Hilal Saudita | 3-1      | Al-Duhail        |
| 8 d'abril de 2019 | Estadi Abdullah bin Khalifa (Doha)                          | Al-Duhail        | 2-2      | Al-Ain           |
| 8 d'abril de 2019 | Estadi Hamad bin Khalifa (Doha, Qatar)                      | Esteghlal        | 2-1      | Al-Hilal Saudita |
| 23 d'abril de 2019 | Estadi Mohammed bin Zayed (Abu Dhabi, United Arab Emirates) | Al-Hilal Saudita | 1-0      | Esteghlal        |
| 23 d'abril de 2019 | Estadi Hazza bin Zayed (Al-Ain)                             | Al-Ain           | 0-2      | Al-Duhail        |
| 6 de maig de 2019 | Estadi Azadi (Teheran)                                      | Esteghlal        | 1-1      | Al-Duhail        |
| 6 de maig de 2019 | Estadi King Saud University (Riad)                          | Al-Hilal Saudita | 2-0      | Al-Ain           |
| 20 de maig de 2019 | Estadi Abdullah bin Khalifa (Doha)                          | Al-Duhail        | 2-2      | Al-Hilal Saudita |
| 20 de maig de 2019 | Estadi Hazza bin Zayed (Al-Ain)                             | Al-Ain           | 1-2      | Esteghlal        |

### Grup D
| Equip              | Pts | PJ | PG | PE | PP | GF | GC | DG |
| ------------------ | --- | -- | -- | -- | -- | -- | -- | -- |
| Al-Sadd            | 10  | 6  | 3  | 1  | 2  | 7  | 8  | -1 |
| Al-Ahli Saudita    | 9   | 6  | 3  | 0  | 3  | 7  | 7  | 0  |
| Pakhtakor Tashkent | 8   | 6  | 2  | 2  | 2  | 7  | 7  | 0  |
| Persepolis         | 7   | 6  | 2  | 1  | 3  | 6  | 5  | +1 |

| \| data \| Estadi (Ciutat) \| local \| resultat \| visitant \| \| ------------------ \| ---------------------------------------------------- \| ------------------ \| -------- \| ------------------ \| \| 5 de març de 2019 \| Estadi Azadi (Teheran) \| Persepolis \| 1-1 \| Pakhtakor Tashkent \| \| 5 de març de 2019 \| King Abdullah Sports City (Jiddah) \| Al-Ahli Saudita \| 2-0 \| Al-Sadd \| \| 12 de març de 2019 \| Estadi Pakhtakor Markaziy (Taixkent) \| Pakhtakor Tashkent \| 1-0 \| Al-Ahli Saudita \| \| 12 de març de 2019 \| Estadi Jassim bin Hamad (Doha) \| Al-Sadd \| 1-0 \| Persepolis \| \| 9 d'abril de 2019 \| Estadi Pakhtakor Markaziy (Taixkent) \| Pakhtakor Tashkent \| 2-2 \| Al-Sadd \| \| 9 d'abril de 2019 \| Estadi Zabeel (Dubai, United Arab Emirates)[n 1] \| Persepolis \| 2-0 \| Al-Ahli Saudita \| \| 22 d'abril de 2019 \| Estadi Al-Maktoum (Dubai, United Arab Emirates)[n 1] \| Al-Ahli Saudi \| 2-1 \| Persepolis \| \| 22 d'abril de 2019 \| Estadi Jassim bin Hamad (Doha) \| Al-Sadd \| 2-1 \| Pakhtakor Tashkent \| \| 6 de maig de 2019 \| Estadi Pakhtakor Markaziy (Taixkent) \| Pakhtakor Tashkent \| 1-0 \| Persepolis \| \| 6 de maig de 2019 \| Estadi Jassim bin Hamad (Doha) \| Al-Sadd \| 2-1 \| Al-Ahli Saudi \| \| 20 de maig de 2019 \| Estadi Azadi (Teheran) \| Persepolis \| 2-0 \| Al-Sadd \| \| 20 de maig de 2019 \| King Abdullah Sports City (Jiddah) \| Al-Ahli Saudita \| 2-1 \| Pakhtakor Tashkent \| |                                                 |                    |          |                    |
| data | Estadi (Ciutat)                                 | local              | resultat | visitant           |
| 5 de març de 2019 | Estadi Azadi (Teheran)                          | Persepolis         | 1-1      | Pakhtakor Tashkent |
| 5 de març de 2019 | King Abdullah Sports City (Jiddah)              | Al-Ahli Saudita    | 2-0      | Al-Sadd            |
| 12 de març de 2019 | Estadi Pakhtakor Markaziy (Taixkent)            | Pakhtakor Tashkent | 1-0      | Al-Ahli Saudita    |
| 12 de març de 2019 | Estadi Jassim bin Hamad (Doha)                  | Al-Sadd            | 1-0      | Persepolis         |
| 9 d'abril de 2019 | Estadi Pakhtakor Markaziy (Taixkent)            | Pakhtakor Tashkent | 2-2      | Al-Sadd            |
| 9 d'abril de 2019 | Estadi Zabeel (Dubai, United Arab Emirates)     | Persepolis         | 2-0      | Al-Ahli Saudita    |
| 22 d'abril de 2019 | Estadi Al-Maktoum (Dubai, United Arab Emirates) | Al-Ahli Saudi      | 2-1      | Persepolis         |
| 22 d'abril de 2019 | Estadi Jassim bin Hamad (Doha)                  | Al-Sadd            | 2-1      | Pakhtakor Tashkent |
| 6 de maig de 2019 | Estadi Pakhtakor Markaziy (Taixkent)            | Pakhtakor Tashkent | 1-0      | Persepolis         |
| 6 de maig de 2019 | Estadi Jassim bin Hamad (Doha)                  | Al-Sadd            | 2-1      | Al-Ahli Saudi      |
| 20 de maig de 2019 | Estadi Azadi (Teheran)                          | Persepolis         | 2-0      | Al-Sadd            |
| 20 de maig de 2019 | King Abdullah Sports City (Jiddah)              | Al-Ahli Saudita    | 2-1      | Pakhtakor Tashkent |

### grup E
| Equip              | Pts | PJ | PG | PE | PP | GF | GC | DG |
| ------------------ | --- | -- | -- | -- | -- | -- | -- | -- |
| Shandong Luneng    | 11  | 6  | 3  | 2  | 1  | 10 | 8  | +2 |
| Kashima            | 10  | 6  | 3  | 1  | 2  | 9  | 8  | +1 |
| Gyeongnam          | 8   | 6  | 2  | 2  | 2  | 7  | 7  | 0  |
| Johor Darul Ta'zim | 4   | 6  | 1  | 1  | 4  | 4  | 8  | -4 |

| \| data \| Estadi (Ciutat) \| local \| resultat \| visitant \| \| ------------------ \| ----------------------------------- \| ------------------ \| -------- \| ------------------ \| \| 5 de març de 2019 \| Estadi de Kashima (Kashima) \| Kashima Antlers \| 2-1 \| Johor Darul Takzim \| \| 5 de març de 2019 \| Changwon Football Center (Changwon) \| Gyeongnam \| 2-2 \| Shandong Luneng \| \| 12 de març de 2019 \| Jinan Olympic Sports Center (Jinan) \| Shandong Luneng \| 2-2 \| Kashima Antlers \| \| 12 de març de 2019 \| Estadi Tan Sri Dato (Johor Bahru) \| Johor Darul Takzim \| 1-1 \| Gyeongnam \| \| 9 d'abril de 2019 \| Changwon Football Center (Changwon) \| Gyeongnam \| 2-3 \| Kashima Antlers \| \| 9 d'abril de 2019 \| Jinan Olympic Sports Center (Jinan) \| Shandong Luneng \| 2-1 \| Johor Darul Takzim \| \| 24 d'abril de 2019 \| Estadi de Kashima (Kashima) \| Kashima Antlers \| 0-1 \| Gyeongnam \| \| 24 d'abril de 2019 \| Estadi Tan Sri Dato (Johor Bahru) \| Johor Darul Takzim \| 0-1 \| Shandong Luneng \| \| 8 de maig de 2019 \| Jinan Olympic Sports Center (Jinan) \| Shandong Luneng \| 2-1 \| Gyeongnam \| \| 8 de maig de 2019 \| Estadi Tan Sri Dato (Johor Bahru) \| Johor Darul Takzim \| 1-0 \| Kashima Antlers \| \| 22 de maig de 2019 \| Changwon Football Center (Changwon) \| Gyeongnam \| 2 - 0 \| Johor Darul Takzim \| \| 22 de maig de 2019 \| Estadi de Kashima (Kashima) \| Kashima Antlers \| 2-1 \| Shandong Luneng \| |                                     |                    |          |                    |
| data | Estadi (Ciutat)                     | local              | resultat | visitant           |
| 5 de març de 2019 | Estadi de Kashima (Kashima)         | Kashima Antlers    | 2-1      | Johor Darul Takzim |
| 5 de març de 2019 | Changwon Football Center (Changwon) | Gyeongnam          | 2-2      | Shandong Luneng    |
| 12 de març de 2019 | Jinan Olympic Sports Center (Jinan) | Shandong Luneng    | 2-2      | Kashima Antlers    |
| 12 de març de 2019 | Estadi Tan Sri Dato (Johor Bahru)   | Johor Darul Takzim | 1-1      | Gyeongnam          |
| 9 d'abril de 2019 | Changwon Football Center (Changwon) | Gyeongnam          | 2-3      | Kashima Antlers    |
| 9 d'abril de 2019 | Jinan Olympic Sports Center (Jinan) | Shandong Luneng    | 2-1      | Johor Darul Takzim |
| 24 d'abril de 2019 | Estadi de Kashima (Kashima)         | Kashima Antlers    | 0-1      | Gyeongnam          |
| 24 d'abril de 2019 | Estadi Tan Sri Dato (Johor Bahru)   | Johor Darul Takzim | 0-1      | Shandong Luneng    |
| 8 de maig de 2019 | Jinan Olympic Sports Center (Jinan) | Shandong Luneng    | 2-1      | Gyeongnam          |
| 8 de maig de 2019 | Estadi Tan Sri Dato (Johor Bahru)   | Johor Darul Takzim | 1-0      | Kashima Antlers    |
| 22 de maig de 2019 | Changwon Football Center (Changwon) | Gyeongnam          | 2 - 0    | Johor Darul Takzim |
| 22 de maig de 2019 | Estadi de Kashima (Kashima)         | Kashima Antlers    | 2-1      | Shandong Luneng    |

### grup F
| Equip                | Pts | PJ | PG | PE | PP | GF | GC | DG  |
| -------------------- | --- | -- | -- | -- | -- | -- | -- | --- |
| Sanfrecce Hiroshima  | 15  | 6  | 5  | 0  | 1  | 9  | 4  | +5  |
| Guangzhou Evergrande | 10  | 6  | 3  | 1  | 2  | 9  | 5  | +4  |
| Daegu FC             | 9   | 6  | 3  | 0  | 3  | 10 | 6  | +4  |
| Melbourne Victory    | 1   | 6  | 0  | 1  | 5  | 4  | 17 | -13 |

| \| data \| Estadi (Ciutat) \| local \| resultat \| visitant \| \| ------------------ \| ----------------------------------------- \| -------------------- \| -------- \| -------------------- \| \| 5 de març de 2019 \| Melbourne Rectangular Stadium (Melbourne) \| Melbourne Victory \| 1-3 \| Daegu FC \| \| 5 de març de 2019 \| Estadi Tianhe (Guangzhou) \| Guangzhou Evergrande \| 2-0 \| Sanfrecce Hiroshima \| \| 12 de març de 2019 \| Hiroshima Big Arch (Hiroshima) \| Sanfrecce Hiroshima \| 2-1 \| Melbourne Victory \| \| 12 de març de 2019 \| Daegu Forest Arena (Daegu) \| Daegu FC \| 3-1 \| Guangzhou Evergrande \| \| 10 d'abril de 2019 \| Hiroshima Big Arch (Hiroshima) \| Sanfrecce Hiroshima \| 2-0 \| Daegu FC \| \| 10 d'abril de 2019 \| Estadi Tianhe (Canton) \| Guangzhou Evergrande \| 4-0 \| Melbourne Victory \| \| 23 d'abril de 2019 \| Melbourne Rectangular Stadium (Melbourne) \| Melbourne Victory \| 1-1 \| Guangzhou Evergrande \| \| 23 d'abril de 2019 \| Daegu Forest Arena (Daegu) \| Daegu FC \| 0-1 \| Sanfrecce Hiroshima \| \| 8 de maig de 2019 \| Hiroshima Big Arch (Hiroshima) \| Sanfrecce Hiroshima \| 1-0 \| Guangzhou Evergrande \| \| 8 de maig de 2019 \| Daegu Forest Arena (Daegu) \| Daegu FC \| 4-0 \| Melbourne Victory \| \| 22 de maig de 2019 \| Estadi Tianhe (Canton) \| Guangzhou Evergrande \| 1-0 \| Daegu FC \| \| 22 de maig de 2019 \| Melbourne Rectangular Stadium (Melbourne) \| Melbourne Victory \| 1-3 \| Sanfrecce Hiroshima \| |                                           |                      |          |                      |
| data | Estadi (Ciutat)                           | local                | resultat | visitant             |
| 5 de març de 2019 | Melbourne Rectangular Stadium (Melbourne) | Melbourne Victory    | 1-3      | Daegu FC             |
| 5 de març de 2019 | Estadi Tianhe (Guangzhou)                 | Guangzhou Evergrande | 2-0      | Sanfrecce Hiroshima  |
| 12 de març de 2019 | Hiroshima Big Arch (Hiroshima)            | Sanfrecce Hiroshima  | 2-1      | Melbourne Victory    |
| 12 de març de 2019 | Daegu Forest Arena (Daegu)                | Daegu FC             | 3-1      | Guangzhou Evergrande |
| 10 d'abril de 2019 | Hiroshima Big Arch (Hiroshima)            | Sanfrecce Hiroshima  | 2-0      | Daegu FC             |
| 10 d'abril de 2019 | Estadi Tianhe (Canton)                    | Guangzhou Evergrande | 4-0      | Melbourne Victory    |
| 23 d'abril de 2019 | Melbourne Rectangular Stadium (Melbourne) | Melbourne Victory    | 1-1      | Guangzhou Evergrande |
| 23 d'abril de 2019 | Daegu Forest Arena (Daegu)                | Daegu FC             | 0-1      | Sanfrecce Hiroshima  |
| 8 de maig de 2019 | Hiroshima Big Arch (Hiroshima)            | Sanfrecce Hiroshima  | 1-0      | Guangzhou Evergrande |
| 8 de maig de 2019 | Daegu Forest Arena (Daegu)                | Daegu FC             | 4-0      | Melbourne Victory    |
| 22 de maig de 2019 | Estadi Tianhe (Canton)                    | Guangzhou Evergrande | 1-0      | Daegu FC             |
| 22 de maig de 2019 | Melbourne Rectangular Stadium (Melbourne) | Melbourne Victory    | 1-3      | Sanfrecce Hiroshima  |

### grup G
| Equip                  | Pts | PJ | PG | PE | PP | GF | GC | DG |
| ---------------------- | --- | -- | -- | -- | -- | -- | -- | -- |
| Jeonbuk Hyundai Motors | 13  | 6  | 4  | 1  | 1  | 7  | 3  | +4 |
| Urawa Red Diamonds     | 10  | 6  | 3  | 1  | 2  | 9  | 4  | +5 |
| Beijing Guoan          | 9   | 6  | 3  | 0  | 3  | 10 | 6  | +4 |
| Buriram United         | 4   | 6  | 1  | 1  | 4  | 3  | 10 | -7 |

| \| data \| Estadi (Ciutat) \| local \| resultat \| visitant \| \| ------------------ \| ---------------------------------- \| ---------------------- \| -------- \| ---------------------- \| \| 6 de març de 2019 \| Estadi Copa del Món (Jeonju) \| Jeonbuk Hyundai Motors \| 3-1 \| Beijing Guoan \| \| 6 de març de 2019 \| Estadi Saitama 2002 (Saitama) \| Urawa Red Diamonds \| 3 - 0 \| Buriram United \| \| 13 de març de 2019 \| Chang Arena (Buriram) \| Buriram United \| 1-0 \| Jeonbuk Hyundai Motors \| \| 13 de març de 2019 \| Estadi dels Treballadors (Beijing) \| Beijing Guoan \| 0-0 \| Urawa Red Diamonds \| \| 9 d'abril de 2019 \| Estadi Saitama 2002 (Saitama) \| Urawa Red Diamonds \| 0-1 \| Jeonbuk Hyundai Motors \| \| 9 d'abril de 2019 \| Chang Arena (Buriram) \| Buriram United \| 1-3 \| Beijing Guoan \| \| 24 d'abril de 2019 \| Estadi Copa del Món (Jeonju) \| Jeonbuk Hyundai Motors \| 2-1 \| Urawa Red Diamonds \| \| 24 d'abril de 2019 \| Estadi dels Treballadors (Pequín) \| Beijing Guoan \| 2 - 0 \| Buriram United \| \| 7 de maig de 2019 \| Chang Arena (Buriram) \| Buriram United \| 1 - 2 \| Urawa Red Diamonds \| \| 7 de maig de 2019 \| Estadi dels Treballadors (Pequín) \| Beijing Guoan \| 0-1 \| Jeonbuk Hyundai Motors \| \| 21 de maig de 2019 \| Estadi Saitama 2002 (Saitama) \| Urawa Red Diamonds \| 3 - 0 \| Beijing Guoan \| \| 21 de maig de 2019 \| Estadi Copa del Món (Jeonju) \| Jeonbuk Hyundai Motors \| 0-0 \| Buriram United \| |                                    |                        |          |                        |
| data | Estadi (Ciutat)                    | local                  | resultat | visitant               |
| 6 de març de 2019 | Estadi Copa del Món (Jeonju)       | Jeonbuk Hyundai Motors | 3-1      | Beijing Guoan          |
| 6 de març de 2019 | Estadi Saitama 2002 (Saitama)      | Urawa Red Diamonds     | 3 - 0    | Buriram United         |
| 13 de març de 2019 | Chang Arena (Buriram)              | Buriram United         | 1-0      | Jeonbuk Hyundai Motors |
| 13 de març de 2019 | Estadi dels Treballadors (Beijing) | Beijing Guoan          | 0-0      | Urawa Red Diamonds     |
| 9 d'abril de 2019 | Estadi Saitama 2002 (Saitama)      | Urawa Red Diamonds     | 0-1      | Jeonbuk Hyundai Motors |
| 9 d'abril de 2019 | Chang Arena (Buriram)              | Buriram United         | 1-3      | Beijing Guoan          |
| 24 d'abril de 2019 | Estadi Copa del Món (Jeonju)       | Jeonbuk Hyundai Motors | 2-1      | Urawa Red Diamonds     |
| 24 d'abril de 2019 | Estadi dels Treballadors (Pequín)  | Beijing Guoan          | 2 - 0    | Buriram United         |
| 7 de maig de 2019 | Chang Arena (Buriram)              | Buriram United         | 1 - 2    | Urawa Red Diamonds     |
| 7 de maig de 2019 | Estadi dels Treballadors (Pequín)  | Beijing Guoan          | 0-1      | Jeonbuk Hyundai Motors |
| 21 de maig de 2019 | Estadi Saitama 2002 (Saitama)      | Urawa Red Diamonds     | 3 - 0    | Beijing Guoan          |
| 21 de maig de 2019 | Estadi Copa del Món (Jeonju)       | Jeonbuk Hyundai Motors | 0-0      | Buriram United         |

### Grup H
| Equip             | Pts | PJ | PG | PE | PP | GF | GC | DG |
| ----------------- | --- | -- | -- | -- | -- | -- | -- | -- |
| Ulsan Hyundai     | 11  | 6  | 3  | 2  | 1  | 5  | 7  | -2 |
| Shanghai SIPG     | 9   | 6  | 2  | 3  | 1  | 13 | 8  | +5 |
| Kawasaki Frontale | 8   | 6  | 2  | 2  | 2  | 9  | 6  | +3 |
| Sydney FC         | 3   | 6  | 0  | 3  | 3  | 5  | 11 | -6 |

| \| data \| Estadi (Ciutat) \| local \| resultat \| visitant \| \| ------------------ \| ----------------------------------- \| ----------------- \| -------- \| ----------------- \| \| 6 de març de 2019 \| Jubilee Oval (Sydney) \| Sydney FC \| 0-0 \| Ulsan Hyundai \| \| 6 de març de 2019 \| Estadi de Xangai (Xangai) \| Xangai SIPG \| 1-0 \| Kawasaki Frontale \| \| 13 de març de 2019 \| Estadi Ulsan Munsu (Ulsan) \| Ulsan Hyundai \| 1-0 \| Xangai SIPG \| \| 13 de març de 2019 \| Estadi Todoroki Kawasaki (Kawasaki) \| Kawasaki Frontale \| 1-0 \| Sydney FC \| \| 10 d'abril de 2019 \| Jubilee Oval (Sydney) \| Sydney FC \| 3-3 \| Xangai SIPG \| \| 10 d'abril de 2019 \| Estadi Ulsan Munsu (Ulsan) \| Ulsan Hyundai \| 1-0 \| Kawasaki Frontale \| \| 23 d'abril de 2019 \| Estadi Todoroki Kawasaki (Kawasaki) \| Kawasaki Frontale \| 2-2 \| Ulsan Hyundai \| \| 23 d'abril de 2019 \| Estadi de Xangai (Xangai) \| Xangai SIPG \| 2-2 \| Sydney FC \| \| 7 de maig de 2019 \| Estadi Ulsan Munsu (Ulsan) \| Ulsan Hyundai \| 1-0 \| Sydney FC \| \| 7 de maig de 2019 \| Estadi Todoroki Kawasaki (Kawasaki) \| Kawasaki Frontale \| 2-2 \| Xangai SIPG \| \| 21 de maig de 2019 \| Jubilee Oval (Sydney) \| Sydney FC \| 0-4 \| Kawasaki Frontale \| \| 21 de maig de 2019 \| Estadi de Xangai (Xangai) \| Xangai SIPG \| 5 - 0 \| Ulsan Hyundai \| |                                     |                   |          |                   |
| data | Estadi (Ciutat)                     | local             | resultat | visitant          |
| 6 de març de 2019 | Jubilee Oval (Sydney)               | Sydney FC         | 0-0      | Ulsan Hyundai     |
| 6 de març de 2019 | Estadi de Xangai (Xangai)           | Xangai SIPG       | 1-0      | Kawasaki Frontale |
| 13 de març de 2019 | Estadi Ulsan Munsu (Ulsan)          | Ulsan Hyundai     | 1-0      | Xangai SIPG       |
| 13 de març de 2019 | Estadi Todoroki Kawasaki (Kawasaki) | Kawasaki Frontale | 1-0      | Sydney FC         |
| 10 d'abril de 2019 | Jubilee Oval (Sydney)               | Sydney FC         | 3-3      | Xangai SIPG       |
| 10 d'abril de 2019 | Estadi Ulsan Munsu (Ulsan)          | Ulsan Hyundai     | 1-0      | Kawasaki Frontale |
| 23 d'abril de 2019 | Estadi Todoroki Kawasaki (Kawasaki) | Kawasaki Frontale | 2-2      | Ulsan Hyundai     |
| 23 d'abril de 2019 | Estadi de Xangai (Xangai)           | Xangai SIPG       | 2-2      | Sydney FC         |
| 7 de maig de 2019 | Estadi Ulsan Munsu (Ulsan)          | Ulsan Hyundai     | 1-0      | Sydney FC         |
| 7 de maig de 2019 | Estadi Todoroki Kawasaki (Kawasaki) | Kawasaki Frontale | 2-2      | Xangai SIPG       |
| 21 de maig de 2019 | Jubilee Oval (Sydney)               | Sydney FC         | 0-4      | Kawasaki Frontale |
| 21 de maig de 2019 | Estadi de Xangai (Xangai)           | Xangai SIPG       | 5 - 0    | Ulsan Hyundai     |

## Fase eliminatòria

### Equips classificats
| Grup            | primers                | segons               |
| Zona Occidental | Zona Occidental        | Zona Occidental      |
| --------------- | ---------------------- | -------------------- |
| A               | Zob Ahan               | Al-Nassr             |
| B               | Al-Wahda               | Al-Ittihad Jeddah    |
| C               | Al-Hilal Saudi         | Al-Duhail            |
| D               | Al-Sadd                | Al-Ahli Saudi        |
| Zona Oriental   |                        |                      |
| I               | Shandong Luneng        | Kashima Antlers      |
| F               | Sanfrecce Hiroshima    | Guangzhou Evergrande |
| G               | Jeonbuk Hyundai Motors | Urawa Red Diamonds   |
| H               | Ulsan Hyundai          | Xangai SIPG          |

### Quadre de desenvolupament
Els 16 equips classificats són dividits en 8 enfrontaments d'eliminació directa en partits d'anada i tornada. Es prendrà el criteri de la regla dels gols en camp contrari en cas d'igualar en el marcador global, si persisteix l'empat es jugarà pròrroga i de seguir així penals.
Completada l'etapa de vuitens de final es sortejaran els enfrontaments de quarts de final i semifinals.

### Vuitens de final
- Zona Occidental

Al-Nassr - Al-Wahda
| Al-Nassr        | 1–1                      | Al-Wahda       |
| --------------- | ------------------------ | -------------- |
| * Hamdallah 17' | Live Report Stats Report | * Leonardo 53' |

| Al-Wahda                         | 2–3                      | Al-Nassr                              |
| -------------------------------- | ------------------------ | ------------------------------------- |
| * Al-Menhali 27' - Tagliabúe 79' | Live Report Stats Report | * Hamdallah 41' - Giuliano 45+1', 62' |

Al-Nassr guanya 4–3 en el global.
| Al-Ittihad                   | 2–1                      | Zob Ahan        |
| ---------------------------- | ------------------------ | --------------- |
| * Jiménez 9' - Al-Sahafi 72' | Live Report Stats Report | * Haddadifar 7' |

| Zob Ahan                                              | 3–4                      | Al-Ittihad                                                |
| ----------------------------------------------------- | ------------------------ | --------------------------------------------------------- |
| * Jiménez 53' (p.p.) - Mohammadi 72' - Chrisantus 83' | Live Report Stats Report | * Vecchio 45+1' - Sadeghi 54' (p.p.) - Romarinho 64', 70' |

Al-Ittihad guanya 6–4 en el global.
| Al-Duhail SC | 1–1                      | Al-Sadd    |
| ------------ | ------------------------ | ---------- |
| * Msakni 44' | Live Report Stats Report | * Afif 30' |

| Al-Sadd                                       | 3–1                      | Al-Duhail SC   |
| --------------------------------------------- | ------------------------ | -------------- |
| * Afif 20' - Hassan 34' - Yasser 90+1' (p.p.) | Live Report Stats Report | * Edmilson 56' |

Al-Sadd guanya 4–2 en el global.
| Al-Ahli                     | 2–4                      | Al-Hilal                              |
| --------------------------- | ------------------------ | ------------------------------------- |
| * Al Somah 6' - Djaniny 39' | Live Report Stats Report | * Gomis 15', 48', 65' - Al-Hafith 81' |

| Al-Hilal | 0–1                      | Al-Ahli     |
| -------- | ------------------------ | ----------- |
|          | Live Report Stats Report | * Asiri 42' |

Al-Hilal guanya 4–3 en el global.
- Zona Oriental

| Kashima Antlers | 1–0                      | Sanfrecce Hiroshima |
| --------------- | ------------------------ | ------------------- |
| * Serginho 24'  | Live Report Stats Report |                     |

| Sanfrecce Hiroshima                     | 3–2                      | Kashima Antlers |
| --------------------------------------- | ------------------------ | --------------- |
| * Patric 66', 90+6' (pen.) - Sasaki 72' | Live Report Stats Report | * Doi 33', 89'  |

3–3 en el global. Kashima Antlers guanya pel valor doble dels gols marcats fora de casa.
| Guangzhou Evergrande                      | 2–1                      | Shandong Luneng |
| ----------------------------------------- | ------------------------ | --------------- |
| * Wei Shihao 35' - Zheng Zheng 80' (p.p.) | Live Report Stats Report | * Zhang Chi 66' |

| Shandong Luneng                                                      | 3–2 (pr.)                | Guangzhou Evergrande                                                        |
| -------------------------------------------------------------------- | ------------------------ | --------------------------------------------------------------------------- |
| * Zhou Haibin 62' - Fellaini 70' - Liu Junshuai 93'                  | Live Report Stats Report | * Paulinho 13', 103'                                                        |
| Tanda de penals                                                      |                          |                                                                             |
| * Jin Jingdao - Gil - Fellaini - Hao Junmin - Zhou Haibin - Cui Peng | 5–6                      | * Wei Shihao - Gao Lin - Yang Liyu - Paulinho - Zhang Linpeng - Zhong Yihao |

4–4 en el global. Guangzhou Evergrande guanya 6–5 en la tanda de penals.
| Urawa Red Diamonds | 1–2                      | Ulsan Hyundai                       |
| ------------------ | ------------------------ | ----------------------------------- |
| * Sugimoto 37'     | Live Report Stats Report | * Joo Min-kyu 42' - Hwang Il-su 80' |

| Ulsan Hyundai | 0–3                      | Urawa Red Diamonds              |
| ------------- | ------------------------ | ------------------------------- |
|               | Live Report Stats Report | * Koroki 41', 80' - Ewerton 87' |

Urawa Red Diamonds guanya 4–2 en el global.
| Shanghai SIPG       | 1–1                      | Jeonbuk Hyundai Motors |
| ------------------- | ------------------------ | ---------------------- |
| * Wang Shenchao 39' | Live Report Stats Report | * Moon Seon-min 1'     |

| Jeonbuk Hyundai Motors                                      | 1–1 (pr.)                | Shanghai SIPG                                      |
| ----------------------------------------------------------- | ------------------------ | -------------------------------------------------- |
| * Kim Shin-wook 27'                                         | Live Report Stats Report | * Hulk 80'                                         |
| Tanda de penals                                             |                          |                                                    |
| * Lee Dong-gook - Kim Shin-wook - Lee Yong - Shin Hyung-min | 3–5                      | * Hulk - Elkeson - Ahmedov - Wang Shenchao - Oscar |

2–2 al global. Shanghai SIPG guanya 5–3 a la tanda de penals.

### Quarts de final
- Zona Occidental

| Al-Nassr                        | 2–1                      | Al-Sadd    |
| ------------------------------- | ------------------------ | ---------- |
| * Al-Dossari 44' - Giuliano 72' | Live Report Stats Report | * Asad 21' |

| Al-Sadd                                           | 3–1                      | Al-Nassr        |
| ------------------------------------------------- | ------------------------ | --------------- |
| * Afif 26' - Al-Haydos 59' - Bounedjah 83' (pen.) | Live Report Stats Report | * Hamdallah 33' |

Al-Sadd guanya 4–3 en el global.
| Al-Ittihad | 0–0                      | Al-Hilal |
| ---------- | ------------------------ | -------- |
|            | Live Report Stats Report |          |

| Al-Hilal                                          | 3–1                      | Al-Ittihad      |
| ------------------------------------------------- | ------------------------ | --------------- |
| * Carrillo 44' - S. Al-Dawsari 48' - Giovinco 78' | Live Report Stats Report | * Al-Sahafi 10' |

Al-Hilal guanya 3–1 en el global.
- Zona Oriental

| Shanghai SIPG                 | 2–2                      | Urawa Red Diamonds       |
| ----------------------------- | ------------------------ | ------------------------ |
| * Hulk 49' (pen.), 71' (pen.) | Live Report Stats Report | * Makino 3' - Koroki 30' |

| Urawa Red Diamonds | 1–1                      | Shanghai SIPG       |
| ------------------ | ------------------------ | ------------------- |
| * Koroki 39'       | Live Report Stats Report | * Wang Shenchao 60' |

3–3 en el global. Urawa Red Diamonds guanya pel valor doble dels gols marcats fora de casa.
| Guangzhou Evergrande | 0–0                      | Kashima Antlers |
| -------------------- | ------------------------ | --------------- |
|                      | Live Report Stats Report |                 |

| Kashima Antlers | 1–1                      | Guangzhou Evergrande |
| --------------- | ------------------------ | -------------------- |
| * Serginho 51'  | Live Report Stats Report | * Talisca 40'        |

1–1 en el global. Guangzhou Evergrande guanya pel valor doble dels gols marcats fora de casa.

### Semifinals
- Zona Occidental

| Al-Sadd            | 1–4                      | Al-Hilal                                            |
| ------------------ | ------------------------ | --------------------------------------------------- |
| * Gomis 14' (p.p.) | Live Report Stats Report | * Gomis 33', 60' - Al-Bulaihi 45' - Al-Shalhoub 67' |

| Al-Hilal                        | 2–4                      | Al-Sadd                                                             |
| ------------------------------- | ------------------------ | ------------------------------------------------------------------- |
| * S. Al-Dawsari 13' - Gomis 25' | Live Report Stats Report | * Afif 17' (pen.) - Nam Tae-hee 19' - Al-Haydos 20' - Khoukhi 90+3' |

Al-Hilal guany 6–5 en el global.
- Zona Oriental

| Urawa Red Diamonds          | 2–0                      | Guangzhou Evergrande |
| --------------------------- | ------------------------ | -------------------- |
| * Fabrício 19' - Sekine 75' | Live Report Stats Report |                      |

| Guangzhou Evergrande | 0–1                      | Urawa Red Diamonds |
| -------------------- | ------------------------ | ------------------ |
|                      | Live Report Stats Report | * Koroki 50'       |

Urawa Red Diamonds guanya 3–0 en el global.

### Final

#### Anada
| 1          | POR        | Abdullah Al-Muaiouf           |     |
| 2          | DEF        | Mohammed Al-Burayk            |     |
| 20         | DEF        | Jang Hyun-Soo                 |     |
| 5          | DEF        | Ali Al-Boleahi                |     |
| 12         | DEF        | Yasir Al-Shahrani             |     |
| 19         | MED        | André Carrillo                |     |
| 7          | MED        | Salman Al-Faraj Plantilla:Cap |     |
| 8          | MED        | Abdullah Otayf                | 89' |
| 29         | MED        | Salem Al-Dawsari              |     |
| 9          | DEL        | Sebastian Giovinco            | 87' |
| 18         | DEL        | Bafétimbi Gomis               |     |
| Entrenador | Entrenador | Răzvan Lucescu                |     |

| 25         | POR        | Haruki Fukushima            |     |
| 31         | DEF        | Takuya Iwanami              |     |
| 4          | DEF        | Daisuke Suzuki              |     |
| 5          | DEF        | Tomoaki Makino              |     |
| 8          | MED        | Ewerton da Silva            |     |
| 16         | MED        | Takuya Aoki                 |     |
| 27         | MED        | Daiki Hashioka              |     |
| 41         | MED        | Takahiro Sekine             | 85' |
| 7          | MED        | Kazuki Nagasawa             | 75' |
| 12         | DEL        | Fabrício                    |     |
| 30         | DEL        | Shinzo Koroki Plantilla:Cap |     |
| Entrenador | Entrenador | Tsuyoshi Otsuki             |     |

| 24 | MED | Nawaf Al-Abed | 87' |
| 28 | MED | Mohamed Kanno | 89' |

| 3  | DEF | Tomoya Ugajin  | 75' |
| 14 | DEL | Kenyu Sugimoto | 85' |

| Gol | 60' | André Carrillo | 1–0 |

| Amonestat | 38' | Ali Al-Boleahi |

| Àrbitre               | Ali Sabah Al Qaysi   |
| Àrbitres asistents    | Hayder Abdulhasan    |
| Àrbitres asistents    | Ameer Dawood Hussein |
| Asistents addicionals | Mohanad Sarray       |
| Asistents addicionals | Omar Al Yaqoubi      |
| Quart àrbitre         | Obaid Al-Swaiedi     |

| 1          | POR        | Abdullah Al-Muaiouf           |     |
| 2          | DEF        | Mohammed Al-Burayk            |     |
| 20         | DEF        | Jang Hyun-Soo                 |     |
| 5          | DEF        | Ali Al-Boleahi                |     |
| 12         | DEF        | Yasir Al-Shahrani             |     |
| 19         | MED        | André Carrillo                |     |
| 7          | MED        | Salman Al-Faraj Plantilla:Cap |     |
| 8          | MED        | Abdullah Otayf                | 89' |
| 29         | MED        | Salem Al-Dawsari              |     |
| 9          | DEL        | Sebastian Giovinco            | 87' |
| 18         | DEL        | Bafétimbi Gomis               |     |
| Entrenador | Entrenador | Răzvan Lucescu                |     |

| 25         | POR        | Haruki Fukushima            |     |
| 31         | DEF        | Takuya Iwanami              |     |
| 4          | DEF        | Daisuke Suzuki              |     |
| 5          | DEF        | Tomoaki Makino              |     |
| 8          | MED        | Ewerton da Silva            |     |
| 16         | MED        | Takuya Aoki                 |     |
| 27         | MED        | Daiki Hashioka              |     |
| 41         | MED        | Takahiro Sekine             | 85' |
| 7          | MED        | Kazuki Nagasawa             | 75' |
| 12         | DEL        | Fabrício                    |     |
| 30         | DEL        | Shinzo Koroki Plantilla:Cap |     |
| Entrenador | Entrenador | Tsuyoshi Otsuki             |     |

| 24 | MED | Nawaf Al-Abed | 87' |
| 28 | MED | Mohamed Kanno | 89' |

| 3  | DEF | Tomoya Ugajin  | 75' |
| 14 | DEL | Kenyu Sugimoto | 85' |

| Gol | 60' | André Carrillo | 1–0 |

| Amonestat | 38' | Ali Al-Boleahi |

| Àrbitre               | Ali Sabah Al Qaysi   |
| Àrbitres asistents    | Hayder Abdulhasan    |
| Àrbitres asistents    | Ameer Dawood Hussein |
| Asistents addicionals | Mohanad Sarray       |
| Asistents addicionals | Omar Al Yaqoubi      |
| Quart àrbitre         | Obaid Al-Swaiedi     |

#### Tornada
| 1          | POR        | Shusaku Nishikawa           |     |
| 31         | DEF        | Takuya Iwanami              |     |
| 4          | DEF        | Daisuke Suzuki              |     |
| 5          | DEF        | Tomoaki Makino              |     |
| 8          | DEF        | Ewerton da Silva            |     |
| 16         | MED        | Takuya Aoki                 | 88' |
| 27         | MED        | Daiki Hashioka              |     |
| 41         | MED        | Takahiro Sekine             |     |
| 7          | MED        | Kazuki Nagasawa             | 63' |
| 12         | MED        | Fabrício                    | 71' |
| 30         | DEL        | Shinzo Koroki Plantilla:Cap |     |
| Entrenador | Entrenador | Tsuyoshi Otsuki             |     |

| 1          | POR        | Abdullah Al-Muaiouf           |       |
| 2          | DEF        | Mohammed Al-Burayk            | 80'   |
| 20         | DEF        | Jang Hyun-Soo                 |       |
| 5          | DEF        | Ali Al-Boleahi                |       |
| 12         | DEF        | Yasir Al-Shahrani             |       |
| 19         | MED        | André Carrillo                |       |
| 7          | MED        | Salman Al-Faraj Plantilla:Cap |       |
| 8          | MED        | Abdullah Otayf                | 90+4' |
| 29         | MED        | Salem Al-Dawsari              |       |
| 9          | DEL        | Sebastian Giovinco            | 88'   |
| 18         | DEL        | Bafétimbi Gomis               |       |
| Entrenador | Entrenador | Răzvan Lucescu                |       |

| 10 | MED | Yōsuke Kashiwagi | 63' |
| 14 | DEL | Kenyu Sugimoto   | 71' |
| 22 | MED | Yuki Abe         | 88' |

| 17 | DEF | Abdullah Al-Hafith   | 80'   |
| 28 | MED | Mohamed Kanno        | 88'   |
| 10 | DEL | Mohammad Al Shalhoub | 90+4' |

| Gol | 74'   | Salem Al-Dawsari | 0–1 |
| Gol | 90'+3 | Bafetimbi Gomis  | 0–2 |

| Amonestat | 43' | Takahiro Sekine |
| Amonestat | 53' | Takuya Aoki     |
| Amonestat | 57' | Takuya Iwanami  |
| Amonestat | 76' | Tomoaki Makino  |

| Àrbitre               | Valentin Kovalenko  |
| Àrbitres asistents    | Andrey Tsapenko     |
| Àrbitres asistents    | Timur Gaynullin     |
| Asistents addicionals | Ilgiz Tantashev     |
| Asistents addicionals | Aziz Asimov         |
| Quart àrbitro         | Ruslan Seratzidinov |

| 1          | POR        | Shusaku Nishikawa           |     |
| 31         | DEF        | Takuya Iwanami              |     |
| 4          | DEF        | Daisuke Suzuki              |     |
| 5          | DEF        | Tomoaki Makino              |     |
| 8          | DEF        | Ewerton da Silva            |     |
| 16         | MED        | Takuya Aoki                 | 88' |
| 27         | MED        | Daiki Hashioka              |     |
| 41         | MED        | Takahiro Sekine             |     |
| 7          | MED        | Kazuki Nagasawa             | 63' |
| 12         | MED        | Fabrício                    | 71' |
| 30         | DEL        | Shinzo Koroki Plantilla:Cap |     |
| Entrenador | Entrenador | Tsuyoshi Otsuki             |     |

| 1          | POR        | Abdullah Al-Muaiouf           |       |
| 2          | DEF        | Mohammed Al-Burayk            | 80'   |
| 20         | DEF        | Jang Hyun-Soo                 |       |
| 5          | DEF        | Ali Al-Boleahi                |       |
| 12         | DEF        | Yasir Al-Shahrani             |       |
| 19         | MED        | André Carrillo                |       |
| 7          | MED        | Salman Al-Faraj Plantilla:Cap |       |
| 8          | MED        | Abdullah Otayf                | 90+4' |
| 29         | MED        | Salem Al-Dawsari              |       |
| 9          | DEL        | Sebastian Giovinco            | 88'   |
| 18         | DEL        | Bafétimbi Gomis               |       |
| Entrenador | Entrenador | Răzvan Lucescu                |       |

| 10 | MED | Yōsuke Kashiwagi | 63' |
| 14 | DEL | Kenyu Sugimoto   | 71' |
| 22 | MED | Yuki Abe         | 88' |

| 17 | DEF | Abdullah Al-Hafith   | 80'   |
| 28 | MED | Mohamed Kanno        | 88'   |
| 10 | DEL | Mohammad Al Shalhoub | 90+4' |

| Gol | 74'   | Salem Al-Dawsari | 0–1 |
| Gol | 90'+3 | Bafetimbi Gomis  | 0–2 |

| Amonestat | 43' | Takahiro Sekine |
| Amonestat | 53' | Takuya Aoki     |
| Amonestat | 57' | Takuya Iwanami  |
| Amonestat | 76' | Tomoaki Makino  |

| Àrbitre               | Valentin Kovalenko  |
| Àrbitres asistents    | Andrey Tsapenko     |
| Àrbitres asistents    | Timur Gaynullin     |
| Asistents addicionals | Ilgiz Tantashev     |
| Asistents addicionals | Aziz Asimov         |
| Quart àrbitro         | Ruslan Seratzidinov |

|                         |
| Aràbia Saudita · campió |
| Al-Hilal Saudi          |
| 3r títol                |

## Golejadors
- Actualitzat a el 24 de novembre de 2019 (AFC)

| Posició | Jugador                 | Equip                | MD1 | MD2 | MD3 | MD4 | MD5 | MD6 | 2R1 | 2R2 | QF1 | QF2 | SF1 | SF2 | F1 | F2 | Total |
| ------- | ----------------------- | -------------------- | --- | --- | --- | --- | --- | --- | --- | --- | --- | --- | --- | --- | -- | -- | ----- |
| 1       | Bafétimbi Gomis         | Al-Hilal             |     | 1   | 1   |     |     | 2   | 3   |     |     |     | 2   | 1   |    | 1  | 11    |
| 2       | Leonardo                | Al-Wahda             |     | 2   | 1   | 4   | 1   |     | 1   |     |     |     |     |     |    |    | 9     |
| 3       | Shinzo Koroki           | Urawa Red Diamonds   |     |     |     | 1   | 1   | 1   |     | 2   | 1   | 1   |     | 1   |    |    | 8     |
| 4       | Omar Al Somah           | Al-Ahli              | 2   |     |     | 2   | 1   | 1   | 1   |     |     |     |     |     |    |    | 7     |
| 5       | Alaa Abbas              | Al-Zawraa            |     | 2   |     | 1   | 1   | 2   |     |     |     |     |     |     |    |    | 6     |
| 5       | Giuliano                | Al-Nassr             |     | 1   | 1   |     | 1   |     |     | 2   | 1   |     |     |     |    |    | 6     |
| 5       | Hulk                    | Shanghai SIPG        | 1   |     |     |     | 2   |     |     | 1   | 2   |     |     |     |    |    | 6     |
| 5       | Graziano Pellè          | Shandong Luneng      | 2   | 2   | 1   | 1   |     |     |     |     |     |     |     |     |    |    | 6     |
| 9       | Temurkhuja Abdukholiqov | Lokomotiv Tashkent   | 1   |     |     | 1   | 1   | 2   |     |     |     |     |     |     |    |    | 5     |
| 9       | Akram Afif              | Al-Sadd              |     |     |     |     | 1   |     | 1   | 1   | 1   |     |     | 1   |    |    | 5     |
| 9       | Romarinho               | Al-Ittihad           |     |     |     | 1   | 1   | 1   |     | 2   |     |     |     |     |    |    | 5     |
| 9       | Talisca                 | Guangzhou Evergrande | 1   | 1   | 2   |     |     |     |     |     |     | 1   |     |     |    |    | 5     |

Nota: Els gols marcats en el play-off de classificació no es tenen en compte pera determinar el màxim golejador (Reglament Article 64.4).
Font: AFC